# Adobe Document Cloud
Adobe Document Cloud est une suite bureautique en ligne qui permet :
- d'éditer, transformer, protéger ou annoter des fichiers PDF
- de convertir différents types de fichiers (Word, Excel, JPG) en PDF et inversement
- de signer numériquement des fichiers PDF
- de stocker des fichiers convertis ou numérisés et de les partager
- d'utiliser la reconnaissance optique de caractères sur des documents photographiés

Ces services sont intégrés au logiciel pour ordinateur Acrobat et à des applications pour smartphone.

## Critique concernant l'exploitation des données œuvres créées, modifiées ou transmises
Le 5 juin 2024, les conditions d'utilisation sont remaniées et explicitent une évolution de février 2024 pour autoriser Adobe à exploiter par des moyens manuels ou automatiques tout texte, information, communication, contenus vidéo et audio, documents et images qui lui sont envoyés ou traités avec ses logiciels. Cette exploitation est autorisée par défaut pour les comptes non professionnels. Elle permet entre autres l'exploitation pour l'apprentissage par une intelligence artificielle.